# باندیکوت راه‌راه
باندیکوت راه‌راه (نام علمی: Microperoryctes longicauda) نام یک گونه از سرده باندیکوت موشی گینه نو است.